# Lĩnh Sơn
Lĩnh Sơn là một xã thuộc huyện Anh Sơn, tỉnh Nghệ An, Việt Nam.
Xã Lĩnh Sơn có diện tích 19,11 km², dân số năm 1999 là 8.045 người, mật độ dân số đạt 421 người/km².